# Marcus Porcius Cato der Jüngere

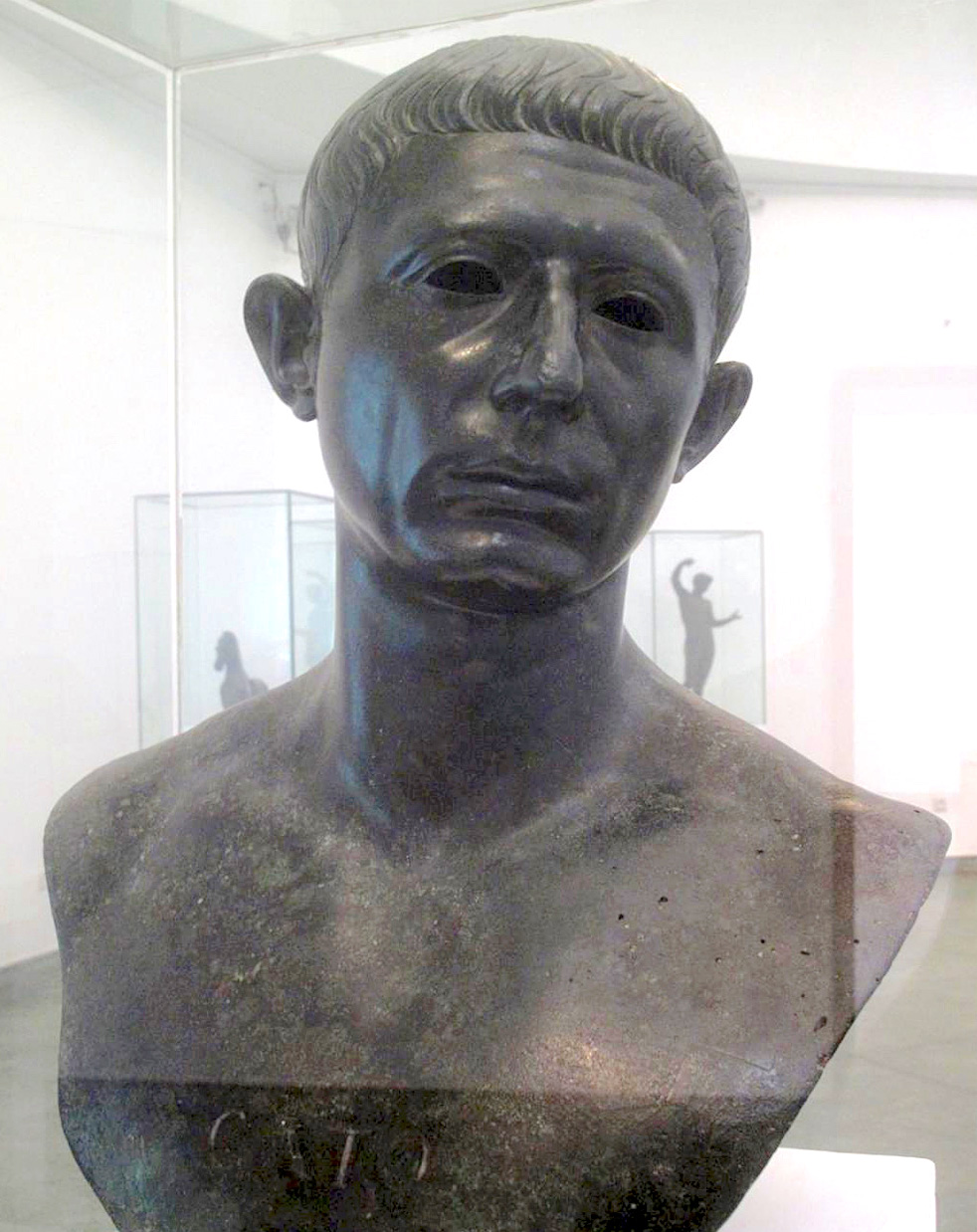
Bronzebüste Catos im Musée des Antiquités Préislamiques, Rabat, Marokko

Marcus Porcius Cato (zur Unterscheidung von seinem gleichnamigen Urgroßvater Cato der Jüngere genannt, lateinisch Cato Minor, nach seinem Todesort auch Cato Uticensis; * 95 v. Chr.; † 12. April 46 v. Chr. in Utica im heutigen Tunesien) war ein einflussreicher konservativer Politiker in der Endzeit der römischen Republik. Als Senator, Redner und Truppenbefehlshaber nahm er an den politischen und militärischen Auseinandersetzungen teil, die mit dem Untergang der Republik endeten.
Nach dem Vorbild seines Urgroßvaters forderte Cato vehement die Hochhaltung der altrömischen Ideale, zu denen insbesondere Unbestechlichkeit, strikte Befolgung des geltenden Rechts und republikanische Gesinnung zählten. Er gehörte zu den Optimaten, einer aristokratischen Gruppierung, deren Hauptanliegen die Sicherung der Herrschaft des Senats war. Die Optimaten wandten sich gegen drohende Umsturzversuche ehrgeiziger Politiker, die im Verdacht standen, den Staat in ihre Gewalt bringen zu wollen. Cato wurde zu einem herausragenden Wortführer dieser innerhalb der Führungsschicht dominierenden Richtung. Er leistete einen bedeutenden Beitrag zum republikanischen Widerstand gegen den popularen Politiker Caesar, der nach der Alleinherrschaft strebte. Damit profilierte sich Cato als führender Verteidiger der „Freiheit“ – der herkömmlichen aristokratisch-republikanischen Staatsordnung – gegen die aufkommende Monarchie.
Zunächst bekämpfte Cato die Ambitionen Caesars und des Pompeius, der ebenfalls eine dominierende Stellung im Staat zu erlangen versuchte, mit politischen Mitteln. Als jedoch Caesar 49 v. Chr. militärisch gegen den Senat rebellierte und den Bürgerkrieg begann, verbündeten sich die Optimaten notgedrungen mit Pompeius, der als bewährter Feldherr nun zur Hauptstütze der Republik wurde. Nach der Niederlage des Pompeius, der Caesar in der entscheidenden Schlacht von Pharsalos unterlag, zog sich Cato mit einem Teil der restlichen republikanischen Streitmacht nach Nordafrika zurück. Dort war er maßgeblich an der Organisation des weiteren Widerstands gegen Caesar beteiligt, weigerte sich aber, den Oberbefehl zu übernehmen. Am 6. April 46 v. Chr. wurde das Heer der Republikaner in der Schlacht bei Thapsus vernichtend geschlagen. Kurz darauf nahm sich Cato das Leben, um zu vermeiden, von Caesar gefangen und verschont zu werden, da dieser kein Recht habe, über Catos Schicksal zu entscheiden.
Nach seinem Tod wurde Cato für die Gegner monarchischer Machtausübung zur idealisierten Symbolfigur altrepublikanischer Tugenden vor dem Hintergrund der angeblichen Dekadenz und Korruption seiner Epoche. Als Muster altrömischer Unbestechlichkeit und Tapferkeit genoss er breite Verehrung. In der römischen Kaiserzeit verherrlichten ihn seine Bewunderer als standhaften Verteidiger von Moral und Recht; Oppositionelle verbanden die Catoverehrung mit nostalgischer Erinnerung an die verlorene republikanische Freiheit. Philosophische Kreise schätzten Cato als Vorbild des praktizierten Stoizismus. Auch in der Frühen Neuzeit galt er als Freiheitsheld und Verkörperung römischer Tugend. Die dramatischen Umstände seines Lebensendes dienten als Stoff für Bühnenautoren und als Sujet für bildende Künstler.
In der modernen Altertumswissenschaft sind die Urteile sehr unterschiedlich ausgefallen. Das Verdikt von Theodor Mommsen, der Caesar verehrte und in Cato einen starrsinnigen, wirklichkeitsfremden „Don Quichotte der Aristokratie“ sah, hat stark nachgewirkt, ist aber auch auf entschiedenen Widerspruch gestoßen. Weitgehender Konsens besteht aber darüber, dass Cato von vornherein auf verlorenem Posten stand.

### Mittelalter

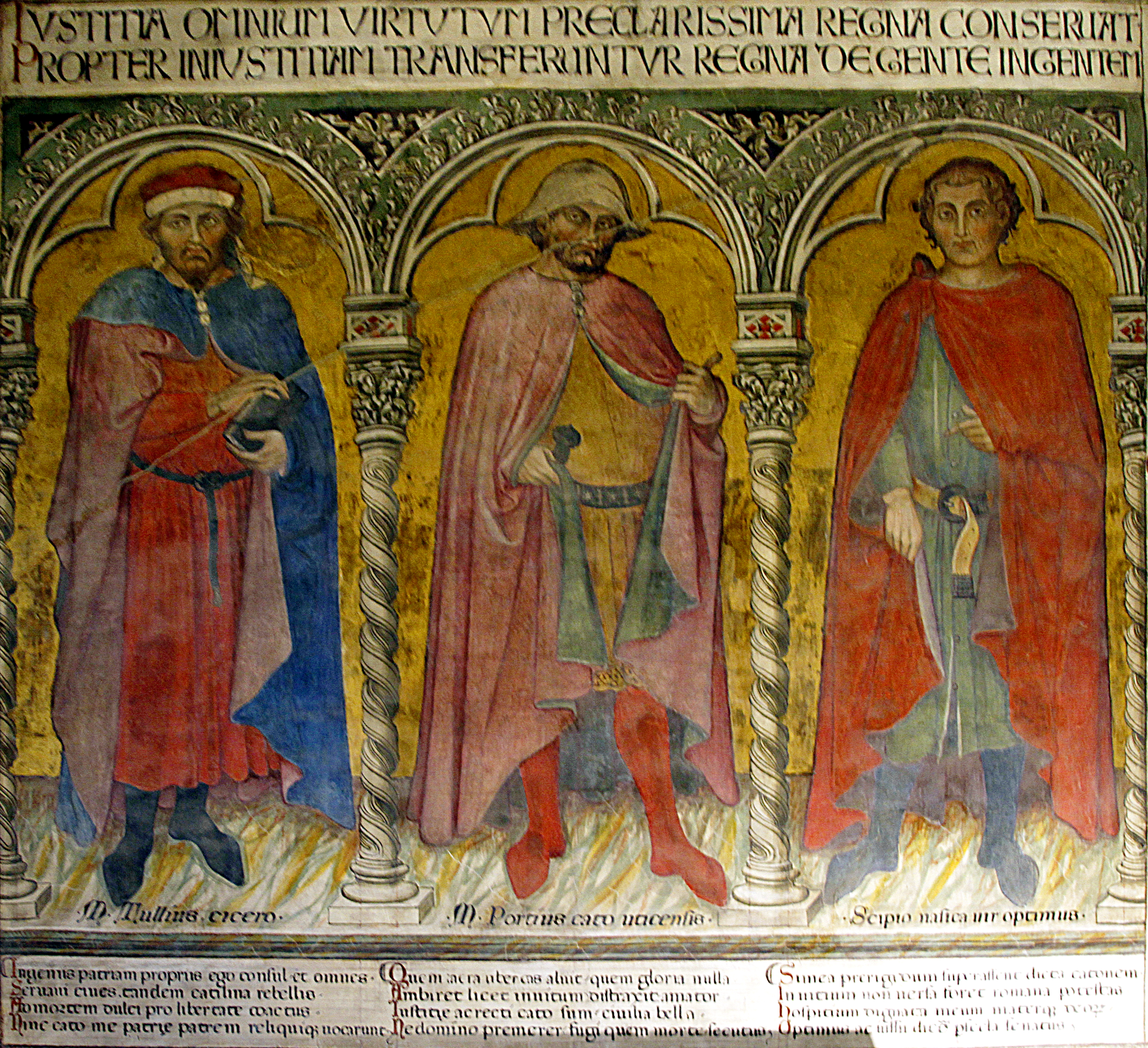
Cato (Mitte) als Repräsentant der Gerechtigkeit auf einem Wandgemälde des frühen 15. Jahrhunderts von Taddeo di Bartolo im Palazzo Pubblico, Siena

## Leben

### Herkunft und Jugend
Cato gehörte dem plebeischen Geschlecht der Porcier (gens Porcia) an, das seit dem 3. Jahrhundert v. Chr. zur Führungsschicht des römischen Reichs zählte. Sein sehr konservativer Urgroßvater Marcus Porcius Cato der Ältere (234–149 v. Chr.) hatte sich als Staatsmann, Feldherr, Redner und Schriftsteller ausgezeichnet und durch sein kraftvolles Auftreten großen, anhaltenden Ruhm erlangt. Wegen seiner Rolle als Censor nannte man den älteren Cato Censorius. Von dem hohen Ansehen, das ihm sein Kampf gegen Amtsmissbrauch und Sittenverfall eingebracht hatte, profitierten auch seine Nachkommen, denn der Beiname Cato, den sie ebenfalls trugen, stand für strenge Rechtlichkeit, tadellose Amtsführung und altrömische Tugend. Ein Enkel des Censorius namens Marcus Porcius Cato Salonianus war der Vater Catos des Jüngeren. Er heiratete Livia, eine Angehörige des plebeischen Geschlechts der Livii Drusi, deren Vater Marcus Livius Drusus im Jahr 112 v. Chr. Konsul gewesen war. Aus dieser Ehe gingen zwei Kinder hervor, der 95 v. Chr. geborene jüngere Cato und eine Tochter namens Porcia. Außerdem hatte Livia aus ihrer früheren Ehe mit dem Patrizier Quintus Servilius Caepio zwei weitere Kinder: einen Sohn, der wie sein Vater Quintus Servilius Caepio hieß, und eine Tochter namens Servilia, die später eine Geliebte Caesars und die Mutter des Caesarmörders Marcus Iunius Brutus wurde. Somit hatte der jüngere Cato neben seiner Schwester noch zwei Halbgeschwister.
Schon in seinen ersten Lebensjahren verlor Cato der Jüngere beide Eltern. Darauf übernahm sein Onkel Marcus Livius Drusus, der Bruder seiner Mutter, seine Erziehung. Auch seine Schwester und seine beiden Halbgeschwister wurden im Haus des Drusus aufgenommen; sein Halbbruder Caepio war von Kind auf sein bester Freund. Drusus war ein einflussreicher Politiker. Er setzte sich für die rechtliche Gleichstellung der Italiker ein, die Bundesgenossen Roms waren und damals das römische Bürgerrecht forderten. Damit schuf er sich jedoch viele Feinde; im Jahr 91 v. Chr., als Cato noch keine fünf Jahre alt war, wurde er ermordet.
Der anekdotischen Überlieferung zufolge zeigte Cato schon als Knabe einige später für ihn typische Charakterzüge, vor allem Mut und Hartnäckigkeit; Schmeichelei wies er schroff zurück, jedem Einschüchterungsversuch leistete er entschlossenen Widerstand und bei Gefahr benahm er sich furchtlos. Im Haus des Diktators Sulla soll er als Vierzehnjähriger offen seine Absicht geäußert haben, den Diktator zu töten, um dessen Schreckensherrschaft zu beenden und das Vaterland von ihm zu befreien.
Um das Jahr 75 v. Chr. wurde Cato in das Priesterkollegium der Quindecimviri sacris faciundis (Fünfzehn Männer für die Durchführung sakraler Handlungen) gewählt. Bald darauf erhielt er die Verfügung über seinen Anteil am Vermögen seines Vaters, der sich auf 120 Talente belief, und bezog eine eigene Wohnung. Er beschäftigte sich mit Fragen der Ethik und der Anwendung ethischer Grundsätze auf die Politik, begeisterte sich für das Ideal der Gerechtigkeit und schloss sich dem stoischen Philosophen Antipatros von Tyros an. Zugleich bildete er sich in der Abgeschiedenheit autodidaktisch zum Redner aus, denn die Fähigkeit, auf eine Volksmenge einzuwirken, war eine Voraussetzung für politischen Erfolg. In seiner späteren Rolle als Politiker stellte Cato eine beeindruckende rhetorische Kompetenz unter Beweis.
Im Zeitraum zwischen 75 und 73 v. Chr. verlobte sich Cato mit seiner Cousine Aemilia Lepida, der Tochter des Konsulars Mamercus Aemilius Lepidus Livianus, eines Bruders seiner Mutter Livia. Sie entschied sich aber schließlich für Metellus Scipio, der dem berühmten Adelsgeschlecht der Meteller angehörte und wegen seiner vornehmen Herkunft als Bräutigam attraktiv war. Scipio war schon früher mit Lepida verlobt gewesen, hatte dann aber auf sie verzichtet und damit Catos Werbung freie Bahn gegeben. Später, als Cato bereits die Hochzeit plante, änderte Scipio seine Meinung und gewann die Braut für sich zurück. Über diesen Vertrauensbruch war Cato so erbittert, dass er den Rivalen mit Schmähgedichten verspottete. Er heiratete dann Atilia aus dem Geschlecht der Atilii Serrani. Mit ihr hatte er den Sohn Marcus und die Tochter Porcia, die nach seinem Tod den späteren Caesarmörder Marcus Iunius Brutus heiratete.
| Marcus Porcius Cato Censorius | Marcus Porcius Cato Censorius | Marcus Porcius Cato Censorius | Marcus Porcius Cato Censorius | Marcus Porcius Cato Censorius  | Marcus Porcius Cato Censorius  |                                |                                | Salonia                        | Salonia                        | Salonia                       | Salonia                       | Salonia                       | Salonia                       |       |       |                    |                    |                    |                    |                          |                          |                          |                          |                          |                          |                      |                      |                      |                      |                      |                      |                          |                          |                          |                          |                          |                          |  |  |  |  |  |  |  |  |  |  |  |  |
| Marcus Porcius Cato Censorius | Marcus Porcius Cato Censorius | Marcus Porcius Cato Censorius | Marcus Porcius Cato Censorius | Marcus Porcius Cato Censorius  | Marcus Porcius Cato Censorius  |                                |                                | Salonia                        | Salonia                        | Salonia                       | Salonia                       | Salonia                       | Salonia                       |       |       |                    |                    |                    |                    |                          |                          |                          |                          |                          |                          |                      |                      |                      |                      |                      |                      |                          |                          |                          |                          |                          |                          |  |  |  |  |  |  |  |  |  |  |  |  |
|                               |                               |                               |                               |                                |                                |                                |                                |                                |                                |                               |                               |                               |                               |       |       |                    |                    |                    |                    |                          |                          |                          |                          |                          |                          |                      |                      |                      |                      |                      |                      |                          |                          |                          |                          |                          |                          |  |  |  |  |  |  |  |  |  |  |  |  |
|                               |                               |                               |                               | Marcus Porcius Cato Salonianus | Marcus Porcius Cato Salonianus | Marcus Porcius Cato Salonianus | Marcus Porcius Cato Salonianus | Marcus Porcius Cato Salonianus | Marcus Porcius Cato Salonianus |                               |                               |                               |                               |       |       |                    |                    |                    |                    | Marcus Livius Drusus     | Marcus Livius Drusus     | Marcus Livius Drusus     | Marcus Livius Drusus     | Marcus Livius Drusus     | Marcus Livius Drusus     |                      |                      |                      |                      |                      |                      |                          |                          |                          |                          |                          |                          |  |  |  |  |  |  |  |  |  |  |  |  |
|                               |                               |                               |                               | Marcus Porcius Cato Salonianus | Marcus Porcius Cato Salonianus | Marcus Porcius Cato Salonianus | Marcus Porcius Cato Salonianus | Marcus Porcius Cato Salonianus | Marcus Porcius Cato Salonianus |                               |                               |                               |                               |       |       |                    |                    |                    |                    | Marcus Livius Drusus     | Marcus Livius Drusus     | Marcus Livius Drusus     | Marcus Livius Drusus     | Marcus Livius Drusus     | Marcus Livius Drusus     |                      |                      |                      |                      |                      |                      |                          |                          |                          |                          |                          |                          |  |  |  |  |  |  |  |  |  |  |  |  |
|                               |                               |                               |                               |                                |                                |                                |                                |                                |                                |                               |                               |                               |                               |       |       |                    |                    |                    |                    |                          |                          |                          |                          |                          |                          |                      |                      |                      |                      |                      |                      |                          |                          |                          |                          |                          |                          |  |  |  |  |  |  |  |  |  |  |  |  |
|                               |                               |                               |                               | Marcus Porcius Cato Salonianus | Marcus Porcius Cato Salonianus | Marcus Porcius Cato Salonianus | Marcus Porcius Cato Salonianus | Marcus Porcius Cato Salonianus | Marcus Porcius Cato Salonianus |                               |                               | Livia                         | Livia                         | Livia | Livia | Livia              | Livia              |                    |                    | Quintus Servilius Caepio | Quintus Servilius Caepio | Quintus Servilius Caepio | Quintus Servilius Caepio | Quintus Servilius Caepio | Quintus Servilius Caepio |                      |                      | Marcus Livius Drusus | Marcus Livius Drusus | Marcus Livius Drusus | Marcus Livius Drusus | Marcus Livius Drusus     | Marcus Livius Drusus     |                          |                          |                          |                          |  |  |  |  |  |  |  |  |  |  |  |  |
|                               |                               |                               |                               | Marcus Porcius Cato Salonianus | Marcus Porcius Cato Salonianus | Marcus Porcius Cato Salonianus | Marcus Porcius Cato Salonianus | Marcus Porcius Cato Salonianus | Marcus Porcius Cato Salonianus |                               |                               | Livia                         | Livia                         | Livia | Livia | Livia              | Livia              |                    |                    | Quintus Servilius Caepio | Quintus Servilius Caepio | Quintus Servilius Caepio | Quintus Servilius Caepio | Quintus Servilius Caepio | Quintus Servilius Caepio |                      |                      | Marcus Livius Drusus | Marcus Livius Drusus | Marcus Livius Drusus | Marcus Livius Drusus | Marcus Livius Drusus     | Marcus Livius Drusus     |                          |                          |                          |                          |  |  |  |  |  |  |  |  |  |  |  |  |
|                               |                               |                               |                               |                                |                                |                                |                                |                                |                                |                               |                               |                               |                               |       |       |                    |                    |                    |                    |                          |                          |                          |                          |                          |                          |                      |                      |                      |                      |                      |                      |                          |                          |                          |                          |                          |                          |  |  |  |  |  |  |  |  |  |  |  |  |
|                               |                               |                               |                               |                                |                                |                                |                                |                                |                                |                               |                               |                               |                               |       |       |                    |                    |                    |                    |                          |                          |                          |                          |                          |                          |                      |                      |                      |                      |                      |                      |                          |                          |                          |                          |                          |                          |  |  |  |  |  |  |  |  |  |  |  |  |
| Atilia                        | Atilia                        | Atilia                        | Atilia                        | Atilia                         | Atilia                         |                                |                                | Marcus Porcius Cato Uticensis  | Marcus Porcius Cato Uticensis  | Marcus Porcius Cato Uticensis | Marcus Porcius Cato Uticensis | Marcus Porcius Cato Uticensis | Marcus Porcius Cato Uticensis |       |       | Servilia Caepionis | Servilia Caepionis | Servilia Caepionis | Servilia Caepionis | Servilia Caepionis       | Servilia Caepionis       |                          |                          | Marcus Iunius Brutus     | Marcus Iunius Brutus     | Marcus Iunius Brutus | Marcus Iunius Brutus | Marcus Iunius Brutus | Marcus Iunius Brutus |                      |                      | Quintus Servilius Caepio | Quintus Servilius Caepio | Quintus Servilius Caepio | Quintus Servilius Caepio | Quintus Servilius Caepio | Quintus Servilius Caepio |  |  |  |  |  |  |  |  |  |  |  |  |
| Atilia                        | Atilia                        | Atilia                        | Atilia                        | Atilia                         | Atilia                         |                                |                                | Marcus Porcius Cato Uticensis  | Marcus Porcius Cato Uticensis  | Marcus Porcius Cato Uticensis | Marcus Porcius Cato Uticensis | Marcus Porcius Cato Uticensis | Marcus Porcius Cato Uticensis |       |       | Servilia Caepionis | Servilia Caepionis | Servilia Caepionis | Servilia Caepionis | Servilia Caepionis       | Servilia Caepionis       |                          |                          | Marcus Iunius Brutus     | Marcus Iunius Brutus     | Marcus Iunius Brutus | Marcus Iunius Brutus | Marcus Iunius Brutus | Marcus Iunius Brutus |                      |                      | Quintus Servilius Caepio | Quintus Servilius Caepio | Quintus Servilius Caepio | Quintus Servilius Caepio | Quintus Servilius Caepio | Quintus Servilius Caepio |  |  |  |  |  |  |  |  |  |  |  |  |
|                               |                               |                               |                               |                                |                                |                                |                                |                                |                                |                               |                               |                               |                               |       |       |                    |                    |                    |                    |                          |                          |                          |                          |                          |                          |                      |                      |                      |                      |                      |                      |                          |                          |                          |                          |                          |                          |  |  |  |  |  |  |  |  |  |  |  |  |
|                               |                               |                               |                               |                                |                                |                                |                                |                                |                                |                               |                               |                               |                               |       |       |                    |                    |                    |                    |                          |                          |                          |                          |                          |                          |                      |                      |                      |                      |                      |                      |                          |                          |                          |                          |                          |                          |  |  |  |  |  |  |  |  |  |  |  |  |
| Marcus Porcius Cato           | Marcus Porcius Cato           | Marcus Porcius Cato           | Marcus Porcius Cato           | Marcus Porcius Cato            | Marcus Porcius Cato            |                                |                                | Porcia Catonis                 | Porcia Catonis                 | Porcia Catonis                | Porcia Catonis                | Porcia Catonis                | Porcia Catonis                |       |       |                    |                    |                    |                    | Brutus (Caesarmörder)    | Brutus (Caesarmörder)    | Brutus (Caesarmörder)    | Brutus (Caesarmörder)    | Brutus (Caesarmörder)    | Brutus (Caesarmörder)    |                      |                      |                      |                      |                      |                      |                          |                          |                          |                          |                          |                          |  |  |  |  |  |  |  |  |  |  |  |  |
| Marcus Porcius Cato           | Marcus Porcius Cato           | Marcus Porcius Cato           | Marcus Porcius Cato           | Marcus Porcius Cato            | Marcus Porcius Cato            |                                |                                | Porcia Catonis                 | Porcia Catonis                 | Porcia Catonis                | Porcia Catonis                | Porcia Catonis                | Porcia Catonis                |       |       |                    |                    |                    |                    | Brutus (Caesarmörder)    | Brutus (Caesarmörder)    | Brutus (Caesarmörder)    | Brutus (Caesarmörder)    | Brutus (Caesarmörder)    | Brutus (Caesarmörder)    |                      |                      |                      |                      |                      |                      |                          |                          |                          |                          |                          |                          |  |  |  |  |  |  |  |  |  |  |  |  |

### Militärische Erfahrungen und politischer Aufstieg
Im Jahr 72 v. Chr. nahm Cato als Freiwilliger am Spartacuskrieg teil, da es ihm wichtig war, seinen Halbbruder Caepio zu begleiten, der in dem gegen aufständische Sklaven kämpfenden Heer als Militärtribun diente. Der Feldzug, bei dem die beiden ihren Dienst leisteten, endete wegen Versagens der Führung mit einem Desaster. Cato weigerte sich, die militärischen Auszeichnungen anzunehmen, die ihm der Oberkommandierende, der Konsul Lucius Gellius Publicola, zukommen lassen wollte. Damit drückte er seine generelle Missbilligung der nach seiner Ansicht zu großzügigen Verleihung solcher Auszeichnungen aus.
In den frühen sechziger Jahren ließ sich Cato von seiner Gattin Atilia scheiden, da er sie der Untreue verdächtigte. Darauf schloss er die Ehe mit Marcia aus dem angesehenen Geschlecht der Marcier. Sie war die Tochter des Politikers Lucius Marcius Philippus. Aus dieser Ehe gingen zwei Töchter und ein Sohn hervor, die jedoch anscheinend starben, ohne das Erwachsenenalter erreicht zu haben.
Für das Jahr 67 v. Chr. bewarb sich Cato um das Amt eines Militärtribunen und wurde gewählt. Er wurde in die Provinz Macedonia entsandt und erhielt dort das Kommando über eine Legion, was für einen Militärtribunen ungewöhnlich war. Nach einer ihm wohlgesinnten Überlieferung erlangte er bei den Soldaten große Beliebtheit, da er sie respektierte, ihre Mühen teilte, seine Maßnahmen begründete und auf manche Offiziersprivilegien verzichtete, dabei aber zugleich auf strenge Disziplin achtete. Vermutlich nahm er am Seeräuberkrieg des Pompeius teil und sperrte eine Meerenge der Propontis, um den Seeräubern diesen Fluchtweg zu nehmen. Einen zweimonatigen Urlaub nutzte er zu einem Besuch bei dem bereits betagten Stoiker Athenodoros Kordylion in Pergamon. Es soll ihm gelungen sein, den Philosophen im Gespräch zu widerlegen; jedenfalls konnte er Athenodoros dazu bewegen, ihm ins Feldlager und später nach Rom zu folgen. Athenodoros lebte dann bis zu seinem Tode in Catos Haus.

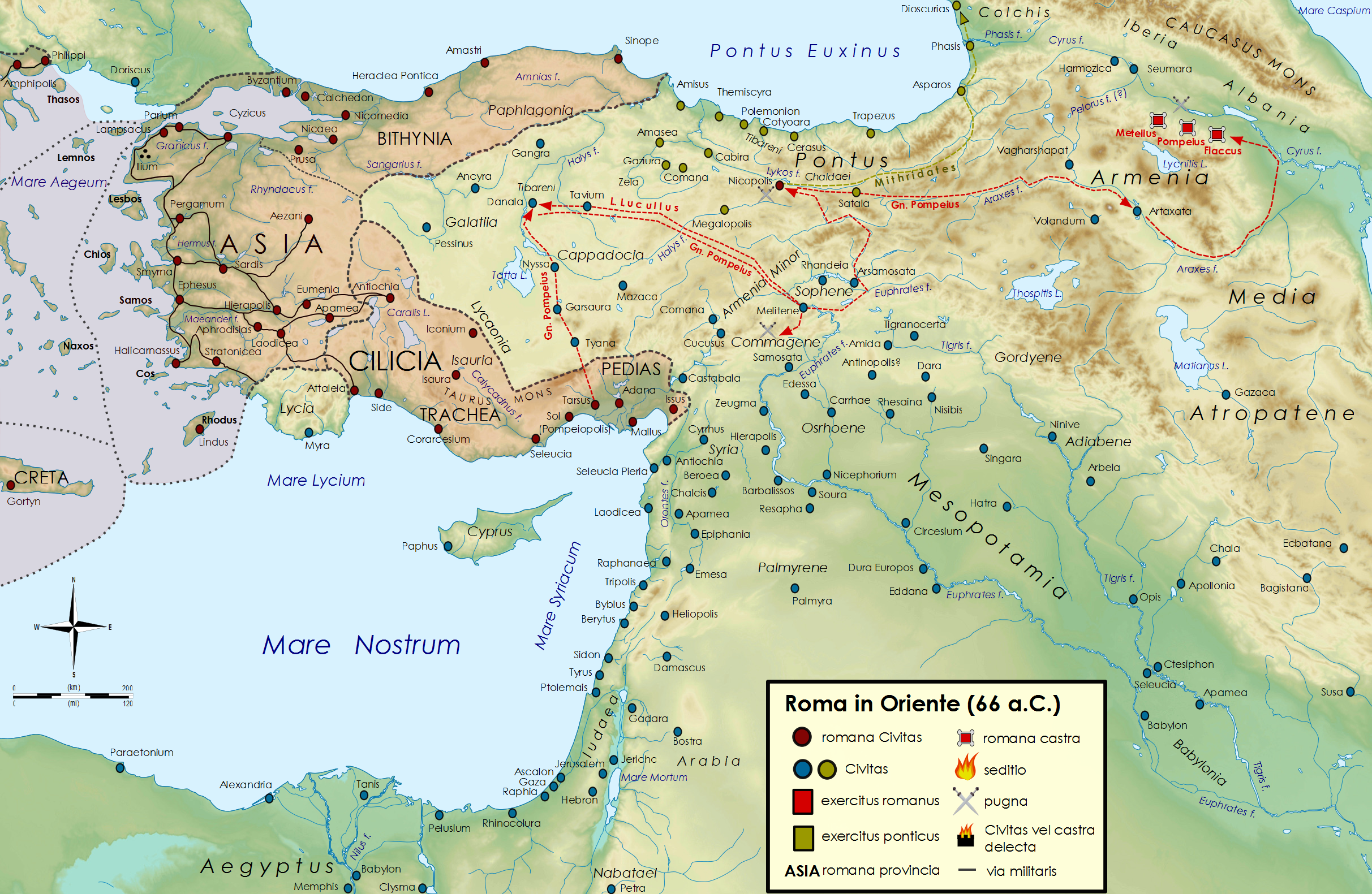
Kleinasien im Jahr 66 v. Chr.

Nach dem Ende seiner Dienstzeit als Militärtribun im Januar 66 v. Chr. unternahm Cato zunächst eine Asienreise, um sich einen Eindruck von den politischen und sozialen Verhältnissen in den dortigen Provinzen zu verschaffen. Dabei fiel er durch sein relativ bescheidenes Auftreten auf, das für einen römischen Amtsträger ungewöhnlich war. Er lernte die im Osten herrschende Korruption und Willkür kennen und setzte ein Zeichen, indem er Bestechungsversuche des von Rom abhängigen Galaterkönigs Deiotaros zurückwies. Dann kehrte er nach Rom zurück und bewarb sich – wohl für das Jahr 64 v. Chr. – erfolgreich um die Quaestur. Die Quaestoren waren vom Volk gewählte Beamte mit einjähriger Amtszeit, zu deren Aufgabenbereich vor allem die Finanzverwaltung gehörte. Die Tätigkeit als Quaestor bildete den vorgeschriebenen Einstieg in die reguläre Ämterlaufbahn, den cursus honorum.
Bei der Aufgabenverteilung unter den Quaestoren durch das Los fiel Cato nicht eine Provinz zu, sondern die Aufsicht über die Staatsfinanzen in Rom. Bei der Erfüllung seiner dienstlichen Aufgaben legte er einen ungewöhnlichen Eifer an den Tag, gegen die im Finanzwesen verbreitete Schlamperei und Korruption griff er scharf durch. Seine wichtigste Maßnahme war die Rückforderung der Kopfgelder, die zur Zeit der Proskriptionen, der vom Diktator Sulla veranlassten Ächtungen, von der Staatskasse ausgezahlt worden waren. Dabei handelte es sich um Belohnungen für diejenigen, die sich an der Jagd auf geächtete Gegner Sullas beteiligt und diese mit staatlicher Ermutigung getötet hatten. Indem Cato die Empfänger dieser Gelder zur Rückzahlung zwang, stellte er die Unrechtmäßigkeit von Sullas Gesetzgebung fest, welche die juristische Grundlage der Proskriptionen gebildet hatte. So griff er faktisch durch bloße Verwaltungsakte in den Bereich der gesetzgebenden Gewalt ein, obwohl ihm als Quaestor keine legislative Kompetenz zustand.
Als großes Problem galt damals der verbreitete Einsatz unlauterer Mittel bei der Bewerbung um Ämter, die durch Volkswahl vergeben wurden, insbesondere der direkte oder verdeckte Stimmenkauf. Gegen die Wählerbestechung richteten sich wiederholt verschärfte Verbote, deren Beachtung ein besonderes Anliegen Catos war. Als 63 v. Chr. Lucius Licinius Murena zum Konsul für das folgende Jahr gewählt wurde und ein unterlegener Mitbewerber ihn wegen unerlaubter Wählerbeeinflussung anklagte, trat Cato als Mitankläger auf und hielt eine Rede. Zwar wurde Murena, den die drei damals renommiertesten Anwälte – darunter der optimatische Senator Cicero – vertraten, vom Geschworenengericht freigesprochen, doch lässt Ciceros Verteidigungsrede das große Gewicht von Catos Stellungnahme deutlich erkennen. Die allgemein bekannte Strenge und Gewissenhaftigkeit Catos ließ kaum einen Zweifel an der Berechtigung der Anklage. Daher betonte Cicero seine außerordentliche Hochachtung für seinen Kontrahenten und bat die Geschworenen, sich nicht von Catos hohem Ansehen und seiner Würde (dignitas) zu einem Vorurteil gegen Murena verleiten zu lassen.

### Erste Machtkämpfe mit Caesar und Pompeius
In der zweiten Hälfte der sechziger Jahre verfestigte sich Catos Ruf, ein integrer und konsequenter Verteidiger der Gesetzestreue und des Gemeinwohls zu sein. Er gehörte nun dem Senat an und zeigte seine Präsenz auf der politischen Bühne, indem er möglichst keine Senatssitzung versäumte. So wurde er zu einem angesehenen Wortführer der konservativen Optimaten, der aristokratischen Kreise, die an der maßgeblichen Rolle des Senats im Staat festhielten. Die Politiker der gegnerischen Richtung, die Popularen, wollten die bestehende Machtbalance zugunsten der leicht lenkbaren Massen ändern und sich damit eine herausragende Stellung im Staat verschaffen. Sie traten als Interessenvertreter des Volkes gegenüber der senatorischen Führungsschicht auf. Zu den einflussreichsten Politikern, die populare Agitation betrieben, zählten Caesar und der damals bereits als Feldherr berühmte Pompeius. Sie wurden von den Optimaten verdächtigt, eine bedrohliche persönliche Machtfülle und letztlich einen Umsturz der Staatsordnung anzustreben. Daher waren sie aus Catos Sicht seine politischen Hauptgegner.
Nach der Aufdeckung der Catilinarischen Verschwörung Ende 63 v. Chr. trat der designierte Konsul Decimus Iunius Silanus, der Gatte von Catos Halbschwester Servilia, in der entscheidenden Senatssitzung am 5. Dezember dafür ein, die festgenommenen Verschwörer zum Tode zu verurteilen. Es gelang jedoch Caesar, der für lebenslange Haft plädierte, den Senat zur Milde umzustimmen. Caesar erinnerte daran, dass nur ein vom Volk eingesetzter Gerichtshof befugt war, römische Bürger zum Tode zu verurteilen. Sogar Silanus schloss sich dieser Auffassung an. Darauf griff Cato mit einer eindrücklichen Rede ein. Er forderte die Todesstrafe für die Männer, die das Vaterland in tödliche Gefahr gebracht hätten. Den Opportunismus seines Schwagers Silanus tadelte er, Caesar griff er heftig an, indem er ihn beschuldigte, ein Mitwisser der Verschwörung zu sein und selbst Umsturzpläne zu hegen. Seine Hauptargumente waren der Staatsnotstand und die Geständigkeit der Angeklagten. Mit dieser Rede führte Cato einen erneuten Stimmungswandel herbei und bewog die Mehrheit der Senatoren, das Todesurteil zu verhängen.

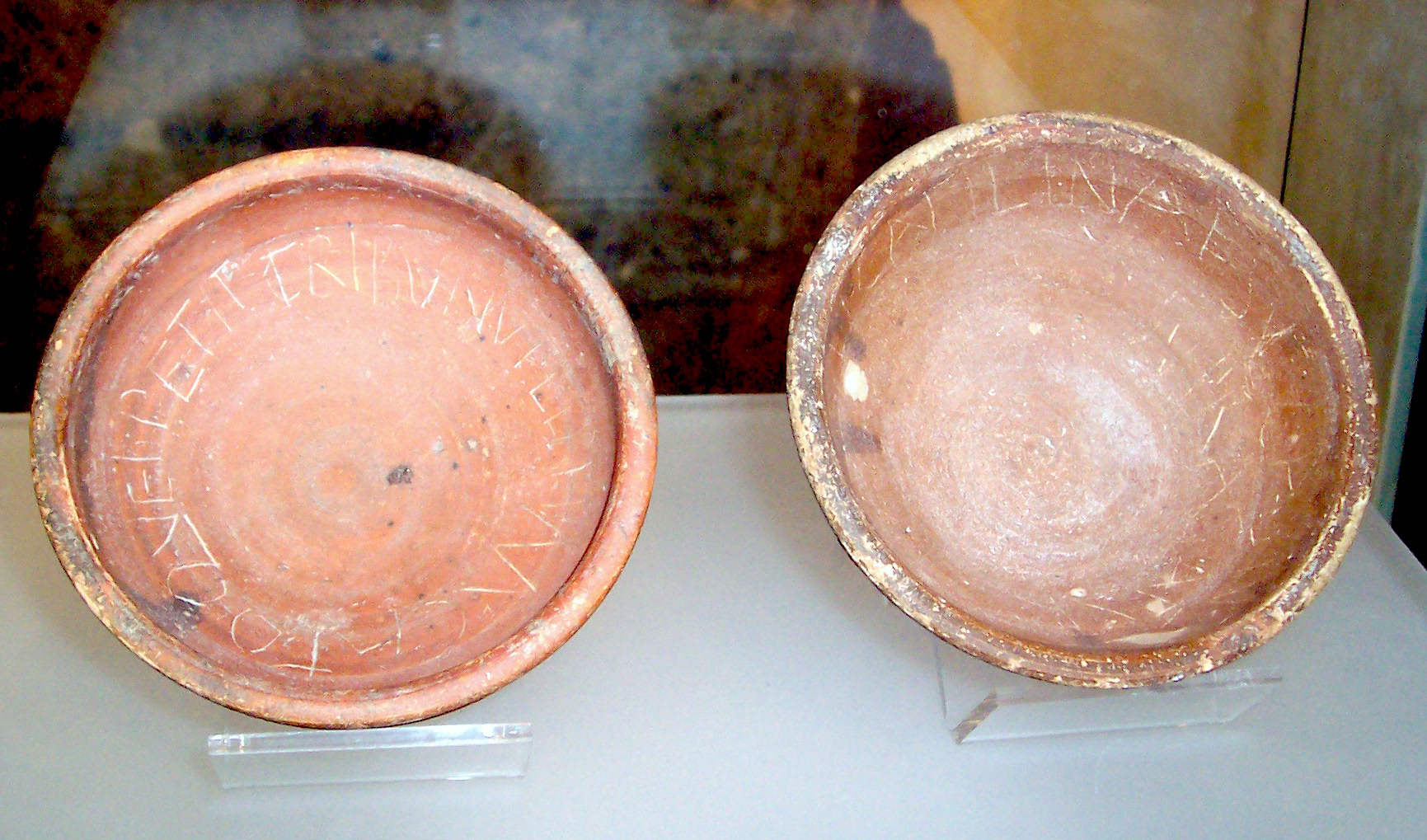
Schalen mit Wahlwerbung für Cato (links, für die Wahl zum Volkstribunen) und Catilina (rechts, für die Konsulatswahl) aus dem Jahr 63 v. Chr. Museo Nazionale Romano, Rom

Mit seiner Intervention im Catilinarierprozess setzte sich Cato der Agitation von Popularen aus, die ihn als Schlächter von Bürgern schmähten. Seine Wahl zum Volkstribunen bot ihm aber Gelegenheit zu zeigen, dass er durchaus auch als Sachwalter von Volksinteressen agieren konnte, wie es seinen neuen Amtspflichten entsprach. Wohl schon bald nach seinem Amtsantritt im Dezember 63 v. Chr. bewog er den Senat, den Kreis der Empfänger von staatlich subventioniertem Getreide zu erweitern. Diese Maßnahme sollte die bedrohlich zunehmenden sozialen Spannungen in Rom entschärfen. Catos Initiative bezweckte anscheinend eine Erleichterung der schwierigen materiellen Lage von hoch verschuldeten kleinen Händlern und Handwerkern, vor allem Freigelassenen, die bisher nicht in die Verteilung von verbilligtem Korn einbezogen waren. Ihnen drohte die Verelendung. Daher sollten sie die Nutznießer der neuen Verteilungspraxis sein, deren jährliche Kosten für den Staatsschatz auf 1250 Talente geschätzt wurden.

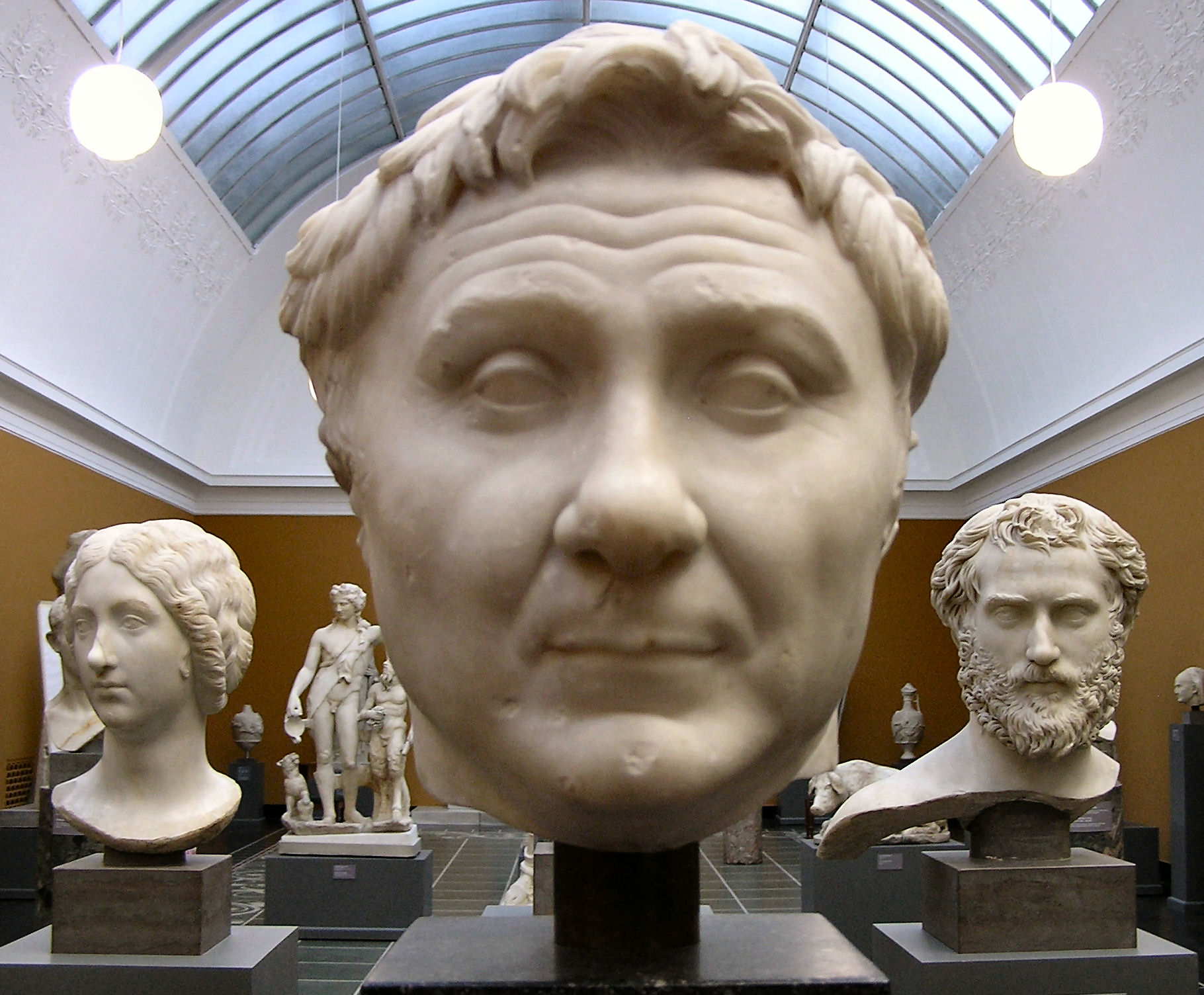
Büste des Pompeius in der Ny Carlsberg Glyptotek, Kopenhagen

Während Catos Volkstribunat im Jahr 62 v. Chr. spitzten sich die persönlichen und politischen Konflikte zu. Seit einiger Zeit schlugen populare Politiker in der Volksversammlung Beschlüsse zugunsten des siegreichen Feldherrn Pompeius vor, wobei sie sich dessen Beliebtheit im Volk zunutze machten. Damals war Pompeius mit Aufgaben im Osten des Reichs betraut. Im Januar 62 v. Chr. wurde beantragt, ihn mit der militärischen Niederwerfung von Catilinas Aufstand in Italien zu betrauen. Die Optimaten befürchteten, dass der Auftrag, die Hauptstadt vor den Aufständischen zu schützen, ihm ermöglichen würde, mit einer bewaffneten Streitmacht in Rom einzuziehen. Das war nach geltendem Recht unzulässig, da ein solches Sonderrecht Gelegenheit zu einem Staatsstreich bot. Caesar unterstützte den Vorschlag, um den Optimaten eine Niederlage zu bereiten, doch Cato, der als Volkstribun ein Einspruchsrecht besaß, widersetzte sich entschlossen. Er versicherte im Senat, Pompeius werde nur über seine Leiche die Stadt bewaffnet betreten. Auf der Volksversammlung, die über den Antrag abstimmen sollte, kam es zum Tumult. Eine gewalttätige Menge brachte Cato in Lebensgefahr, doch er blieb unnachgiebig und konnte sich schließlich durchsetzen und die Abstimmung verhindern. Der Mut, mit dem er diesen Ausgang gegen bewaffnete Gegner erzwang, machte einen tiefen Eindruck. Catos Sieg ermutigte die optimatisch gesinnte Senatsmehrheit, die nun gegenüber Pompeius entschieden auftrat und ihm den Wunsch, die Konsulwahlen aufzuschieben, abschlug.
Angesichts dieser Niederlage versuchte Pompeius, seinen erfolgreichen Widersacher für sich zu gewinnen. Er bot ihm ein Bündnis an, das er mit einer Doppelhochzeit besiegeln wollte: Er selbst und sein Sohn Gnaeus Pompeius der Jüngere sollten nach seinem Plan zwei Nichten Catos heiraten. Dieser Vorschlag war sehr ehrenvoll und begeisterte die Frauen, denn Pompeius war der berühmteste Mann im Reich. Cato lehnte jedoch das Ansinnen stolz und verächtlich ab. Er ließ Pompeius ausrichten, seine politische Haltung sei allein von sachlichen Erwägungen bestimmt und man könne ihn nicht mit einer Verschwägerung bestechen. Diese kränkende Zurückweisung des mächtigen Feldherrn, die Pompeius in Caesars Lager trieb, wurde in optimatischen Kreisen missbilligt. Sie erschien später als schwerer Fehler und Ausdruck von Catos mangelndem Realitätssinn, denn die Optimaten waren den vereinten Kräften Caesars und des Pompeius nicht gewachsen.
Im Jahr 61 v. Chr. erlitt Cato eine Niederlage. Pompeius war entschlossen, bei den Konsulwahlen seinen Anhänger Lucius Afranius durchzubringen, und setzte dafür hohe Bestechungssummen ein. Diesem Vorhaben versuchte Cato durch eine Verschärfung der Gesetzesbestimmungen gegen Wählerbestechung entgegenzuwirken. Er fand dafür zwar im Senat Zustimmung, konnte aber die Wahl des Afranius nicht verhindern.
Zu einer neuen gravierenden Konfrontation Catos mit Pompeius kam es, als dieser den Senat dazu bewegen wollte, seine provisorischen Verfügungen in Asien zu bestätigen und damit rechtlich dauerhaft verbindlich zu machen und ein Ackergesetz zur Versorgung seiner Veteranen zu billigen. Dagegen wandten sich seine Gegner im Senat, darunter persönliche Feinde. Wiederum machte sich Cato zum Wortführer der Optimaten und trug dazu bei, dass beiden Wünschen des Feldherrn eine demütigende Abfuhr erteilt wurde. Mit diesen Fehlschlägen gelangte Pompeius ungeachtet seiner bedeutenden militärischen Leistungen auf den Tiefpunkt seiner Macht und seines Ansehens, während sich Cato als die dominierende Persönlichkeit in der römischen Innenpolitik erwies.

### Konflikte mit Clodius und den Rittern
Ein Anlass, bei dem Cato seine Sittenstrenge zur Geltung bringen konnte, war der Bona-Dea-Skandal, den der populare Politiker Publius Clodius Pulcher im Dezember 62 v. Chr. ausgelöst hatte. Clodius hatte sich in Frauenkleidern zu einem religiösen Fest eingeschlichen, an dem Männer nicht teilnehmen durften, und war ertappt worden. Cato trat als Kämpfer gegen Sittenverfall und Religionsfrevel auf und forderte ein energisches Vorgehen, worauf sich der Senat für die Einsetzung eines Sondergerichtshofs aussprach. Clodius hatte jedoch starken Rückhalt im Volk, und sogar viele optimatische Senatoren neigten zu einer milden Beurteilung seines Vergehens. Auf einer Volksversammlung, die über den Antrag auf einen Sondergerichtshof entscheiden sollte, konnte Cato durch entschlossenes Auftreten eine krasse Manipulation der Abstimmung vereiteln. Die Entscheidung wurde verschoben. Schließlich scheiterte Cato jedoch mit seinem Anliegen, da die Optimaten eine Machtprobe mit den gewaltbereiten Anhängern des Beschuldigten scheuten. Der Prozess fand vor einem regulären Geschworenengericht statt, das Clodius im Mai 61 v. Chr. trotz erwiesener Schuld freisprach, da die Geschworenen bestochen waren.
Gegen Ende des Jahres 61 v. Chr. erzeugte Catos Kampf gegen die Korruption im Justizwesen eine Spannung zwischen dem Ritterstand und dem Senat. Auf Catos Betreiben hin versuchte der Senat, die gesetzlichen Bestimmungen bei Richterbestechung, die bisher nur für senatorische Richter galten, auf die ritterlichen auszudehnen. Der skandalöse Ausgang des Clodiusprozesses hatte das Erfordernis gezeigt, diese Gesetzeslücke zu schließen. Cato forderte Gleichbehandlung aller Richter an den Geschworenengerichten, worauf der Senat einen entsprechenden Vorstoß unternahm. Diese Initiative missfiel jedoch nicht nur den Rittern, sondern stieß auch auf den Widerstand des Senators Cicero, der die Eintracht zwischen Rittern und Senatoren – eines seiner Hauptanliegen – für gefährdet hielt. Cicero sah zwar die Notwendigkeit der Korruptionsbekämpfung im Prinzip ein, klagte nun aber, Cato fehle der Sinn für Realpolitik. Auch in einer weiteren Angelegenheit brüskierte Cato die Ritter: Er setzte durch, dass der Senat die Bitte der ritterlichen Steuerpachtgesellschaften, die Pachtsumme für die Steuereintreibung in der Provinz Asia herabzusetzen, abschlug. Auch in dieser Frage hatte Cicero aus politischen Erwägungen für die Gegenseite Partei ergriffen. Er wollte auf die ritterlichen Interessen Rücksicht nehmen, obwohl er ebenso wie Cato die Forderung der Steuerpächter für finanziell ruinös hielt. Für Cato hingegen kam ein Entgegenkommen nicht in Betracht, denn für ihn war der finanzpolitische Aspekt ausschlaggebend. Allerdings hielt Catos Erfolg nur ein Jahr an, dann erfüllte Caesar den Wunsch der Steuerpächter, indem er einen Volksbeschluss herbeiführte.

### Verteidigung der republikanischen Staatsordnung
Im Juni 60 v. Chr. entstand zwischen Cato und Caesar ein neuer Konflikt. Caesar kehrte aus der Provinz Hispania ulterior, wo er als Propraetor romfeindliche Bergstämme besiegt hatte, nach Italien zurück. Er wollte sich um das Konsulat bewerben und außerdem mit seinen siegreichen Truppen in Rom einziehen, um einen Triumph zu feiern, den ihm der Senat bereits bewilligt hatte. Daraus ergab sich jedoch ein Dilemma: Für eine Konsulatsbewerbung war die persönliche Anwesenheit des Kandidaten vorgeschrieben, doch untersagte ein Gesetz den Feldherrn, die Stadt vor dem festgesetzten Tag des Triumphzugs zu betreten. Wenn ein heimkehrender Kommandeur die Stadtgrenze vorzeitig überschritt, erlosch damit seine Befehlsgewalt automatisch, und er durfte nicht mehr triumphieren. Daher bat Caesar darum, seine Kandidatur ausnahmsweise durch Beauftragte anmelden zu dürfen, um die Anmeldefrist einzuhalten, ohne den Anspruch auf den Triumph einzubüßen. Der Senat war geneigt, in diesem Fall eine Ausnahme zuzulassen, doch verhinderte Cato die Beschlussfassung mit einer Dauerrede. Darauf verzichtete Caesar auf den Triumph, denn das Konsulat, das höchste politische Amt im Staat, war ihm wichtiger. Dank seiner Popularität und der üblichen Wählerbestechung wurde er zum Konsul für das Jahr 59 v. Chr. gewählt.
Die unnachgiebige Haltung der Senatsmehrheit sowohl gegenüber Pompeius als auch gegenüber Caesar hatte jedoch zur Folge, dass sich die beiden Politiker gegen die Optimaten verbündeten. Zusammen mit Crassus bildeten sie das erste Triumvirat, ein informelles, anfangs geheimes Bündnis zur gemeinsamen Durchsetzung ihrer Interessen. Die drei einflussreichen Politiker vereinbarten, mit vereinten Kräften jedes Vorhaben zu vereiteln, das einem von ihnen missfiel. Diese Machtzusammenballung stellte eine schwere Bedrohung für die Führungsrolle des Senats und die republikanische Staatsordnung dar.
Bald nach seinem Amtsantritt als Konsul provozierte Caesar seine Gegner, indem er im Senat ein Gesetz über die Verteilung von Ackerland vorschlug. Diese Initiative war aus der Sicht der Optimaten ein unannehmbarer Traditionsbruch. Daher wollte sich der Senat nicht auf eine inhaltliche Diskussion über den Antrag einlassen. Cato erhob grundsätzliche Einwände und versuchte den Vorschlag mit einer vom Thema abschweifenden Dauerrede abzublocken. Da griff Caesar zur Gewalt: Kraft seines Amtes als Konsul befahl er, seinen Widersacher festzunehmen und ins Gefängnis abzuführen. Angesichts dieser Herausforderung zeigten sich jedoch zahlreiche Senatoren gewillt, dem Verhafteten dorthin zu folgen, und zwangen Caesar damit, ihn freizulassen. So gewann Cato diesen Kampf dank der Solidarisierung seiner Kollegen.
Caesars Reaktion auf diese Niederlage war, dass er seine Anträge nicht mehr im Senat zur Diskussion stellte, sondern nur noch der Volksversammlung vorlegte. Als dort sein Antrag für das Ackergesetz zur Beratung anstand, ließ das Triumvirat keinen Zweifel an seiner Entschlossenheit, seinen Willen durchzusetzen; bewaffnete Veteranen des Pompeius standen bereit. Angesichts der Machtverhältnisse sah sich die Gegenseite außerstande, eine Mehrheit für das neue Gesetz zu verhindern. Die Optimaten machten aber geltend, dass eine Abstimmung aus verschiedenen Gründen formal rechtswidrig und daher ungültig sei. Ihr Einspruch löste einen Tumult aus. Cato versuchte wiederholt zur versammelten Menge zu reden, wurde aber von Gehilfen Caesars daran gehindert. Sein Schwiegersohn Marcus Calpurnius Bibulus, der erste Mann von Catos Tochter Porcia, der in diesem Jahr Caesars Kollege als Konsul war, wurde mit Schmutz übergossen und musste flüchten. So gelang es Caesar, das Ackergesetz durchzubringen. Um einer künftigen Annullierung des Gesetzes vorzubeugen, fügte er eine Klausel ein, die den Senatoren vorschrieb, sich eidlich zur Einhaltung zu verpflichten. Bei Widersetzlichkeit drohte Verbannung. Die Optimaten, die keine Aussicht hatten, einen Bürgerkrieg zu gewinnen, mussten nachgeben, auch Cato legte den geforderten Eid ab.
Fortan boykottierten Cato und seine Gesinnungsgenossen die von Caesar geleiteten Senatssitzungen. Damit wollten sie anzeigen, dass die Staatsordnung umgestürzt sei und sie nicht mehr in der Lage seien, ihre Rechte auszuüben und ihre Aufgaben zu erfüllen. Caesar hatte nun freie Bahn und nutzte die Gelegenheit, um eine Reihe von Gesetzesvorlagen durchzubringen. Seine Gegner gaben aber keineswegs auf. Sie verlegten sich auf Agitation in der Stadtbevölkerung und erzielten damit eine beträchtliche Wirkung. Es kam zu einem Stimmungsumschwung gegen das Triumvirat. Cato formte seine Anhängerschaft zu einem geschlossenen Block von Gleichgesinnten und wies die Volksversammlung eindringlich auf die Gefährlichkeit Caesars hin.

### Mission auf Zypern
Für das Jahr 58 v. Chr. wurde Publius Clodius Pulcher, ein Feind Ciceros und Catos, zum Volkstribunen gewählt. Er bewog die Volksversammlung zu dem Beschluss, den König Ptolemaios von Zypern abzusetzen, seinen Kronschatz zu beschlagnahmen und sein Reich zu annektieren. Auf Vorschlag des Clodius wurde Cato mit der Durchführung beauftragt. So gelang es Clodius, mit einem scheinbar ehrenvollen Auftrag den tatkräftigen Optimaten für längere Zeit aus Rom zu entfernen und damit den senatorischen Widerstand gegen die Pläne des Triumvirats entscheidend zu schwächen. Außerdem erhielt Cato für seine Mission außerordentliche Befugnisse; damit wollte man ihm die Möglichkeit nehmen, seine prinzipielle Opposition gegen solche Sondervollmachten, die er für staatsgefährdend hielt, fortzusetzen.
Zunächst begab sich Cato nach Rhodos. Dort wollte er abwarten, ob König Ptolemaios seiner Aufforderung folgte, angesichts der Sinnlosigkeit bewaffneten Widerstands zu kapitulieren. Der König ging jedoch nicht darauf ein, sondern nahm sich mit Gift das Leben. Damit hörte der zyprische Staat auf zu existieren, die Römer besetzten die Insel kampflos. Cato versteigerte den königlichen Besitz. Er erzielte für die Staatskasse einen Erlös von etwa 168 Millionen Sesterzen. Trotz dieses Erfolgs wurde seine Ausführung des Auftrags von seinen Gegnern in Rom zum Anlass für Anfeindungen genommen. Der Verlust beider Exemplare seines Rechenschaftsberichts durch Unglücksfälle auf dem Heimweg machte ihn angreifbar, da er keine Abrechnung vorlegen konnte.

### Weitere Auseinandersetzungen mit Pompeius und Caesar
Nach seiner Rückkehr im Spätsommer 56 v. Chr. musste Cato erkennen, dass in Rom während seiner Abwesenheit der organisierte Widerstand gegen das Triumvirat weitgehend zusammengebrochen war. Die politischen Verhältnisse waren nun von einer verwirrenden Vielzahl persönlicher Rivalitäten und Konflikte geprägt, die teils mit Intrigen und Bestechung, teils gewaltsam ausgetragen wurden, wobei sich vor allem die Schlägerbanden des Clodius hervortaten. Die Optimaten waren in die Defensive gedrängt worden, aber auch das Lager der Popularen war geschwächt, denn es litt unter inneren Zwistigkeiten: Sowohl innerhalb des Triumvirats als auch zwischen Caesar und Clodius zeigten sich Spannungen. Im Lauf der nächsten Jahre gelang es Cato, den senatorischen Widerstand neu zu organisieren.
Für das Jahr 55 v. Chr. wollten Pompeius und Crassus gemeinsam das Konsulat übernehmen und damit eine Machtfülle erlangen, die ihnen eine Weichenstellung für die Zukunft ermöglichen würde. Um ihren Plan leichter verwirklichen zu können, verzögerten sie ihre Kandidatur und sorgten dafür, dass die Wahlen bis nach dem Beginn des neuen Amtsjahrs verschoben wurden. Der Aufschub sollte ihnen die Mehrheit in der Wählerversammlung sichern; sie rechneten mit den Stimmen von beurlaubten Soldaten Caesars, deren Eintreffen aus Gallien sie abwarten wollten. Angesichts dieser Verschleppungstaktik entschieden sich die machtmäßig unterlegenen Optimaten um Cato wiederum zu einem Boykott: Sie blieben den Senatssitzungen fern und machten das Gremium damit beschlussunfähig. Die beiden Lager agitierten heftig gegeneinander, und es kam zu Ausschreitungen.
So begann das neue Jahr ohne gewählte Amtsträger. Als schließlich Crassus und Pompeius ihre Bewerbung um das Konsulat anmeldeten, zogen sich alle Konkurrenten außer Catos Schwager Lucius Domitius Ahenobarbus zurück, da ihnen angesichts der Machtverhältnisse die Kandidatur aussichtslos schien. Domitius hatte die Unterstützung seines Schwagers und der Senatsmehrheit und konnte sich Hoffnungen machen, doch seine Gegenkandidaten waren nicht gewillt, das Risiko einer freien Wahl einzugehen. Als er sich am Wahltag mit seinen Freunden zur Wahlstätte, dem Marsfeld, begeben wollte, lauerten ihm Schläger auf. Es kam zu einem Handgemenge, bei dem Cato verletzt wurde, worauf Domitius sein Vorhaben aufgab. So setzte sich das Triumvirat durch, Crassus und Pompeius wurden gewählt.
Um ein kleines Gegengewicht zu den popularen Konsuln zu schaffen, bewarb sich Cato um die Praetur, ein hohes Amt im Justizwesen. Damit scheiterte er aber an der Entschlossenheit der Gegner, die seine Wahl keinesfalls zulassen wollten. Der erste Wahlakt wurde auf Befehl des wahlleitenden Konsuls Pompeius abgebrochen, als sich ein Sieg Catos abzeichnete. Beim zweiten Wahltermin gewann der populare Gegenkandidat, dem die Konsuln durch Bestechung Rückhalt verschafft hatten; überdies verwehrten Beauftragte des Triumvirats Anhängern der gegnerischen Seite den Zugang zur Wahlstätte.
Von diesen Rückschlägen ließ sich Cato nicht beirren. In der Volksversammlung kämpfte er gegen den Antrag des Volkstribunen Gaius Trebonius, den Konsuln Crassus und Pompeius nach dem Ende ihres Amtsjahrs bedeutende militärische Kommandos mit umfassenden Vollmachten zu übertragen. Eine Sondervollmacht war schon Caesar für seine Kriegführung in Gallien bewilligt worden. Solche Ermächtigungen förderten eine enge und dauerhafte persönliche Bindung der Soldaten an die Feldherren und verschafften den Befehlshabern eine Machtfülle, die ihnen gefährliche Eigenmächtigkeiten ermöglichte. Damit wurde die fortschreitende Schwächung des Senats vorangetrieben. Vor dieser Entwicklung, die das herkömmliche Gleichgewicht im republikanischen Staat zu zerstörten drohte, warnte Cato in einer Rede vor der Volksversammlung. Dabei überschritt er vorsätzlich die ihm zugestandene Redezeit von zwei Stunden, denn er wollte demonstrieren, dass er diese Beschränkung für unrechtmäßig hielt und nicht akzeptierte. Da er sich nicht zum Schweigen bringen ließ, gab Trebonius Anweisung, ihn ins Gefängnis abzuführen. Damit löste der Volkstribun jedoch eine Solidarisierung aus: Dem Festgenommenen folgte eine so große Volksmenge, dass er wieder in Freiheit gesetzt werden musste. Die Beschlussfassung über den Antrag des Trebonius wurde verschoben. Schließlich gelang es dem popularen Lager, den Antrag in einer neuen Versammlung gegen den erbitterten Widerstand Catos durchzubringen, allerdings nur mit Hilfe von Bewaffneten und durch unverhüllten Gesetzesbruch. Dabei kam es zu Tumulten und einer Straßenschlacht mit Todesopfern. Im Sommer 55 v. Chr. zeigte sich bei den Wahlen für das folgende Jahr, dass die Optimaten weiterhin im Volk beträchtliche Unterstützung genossen: Diesmal wurde Domitius zum Konsul und Cato zum Praetor gewählt.

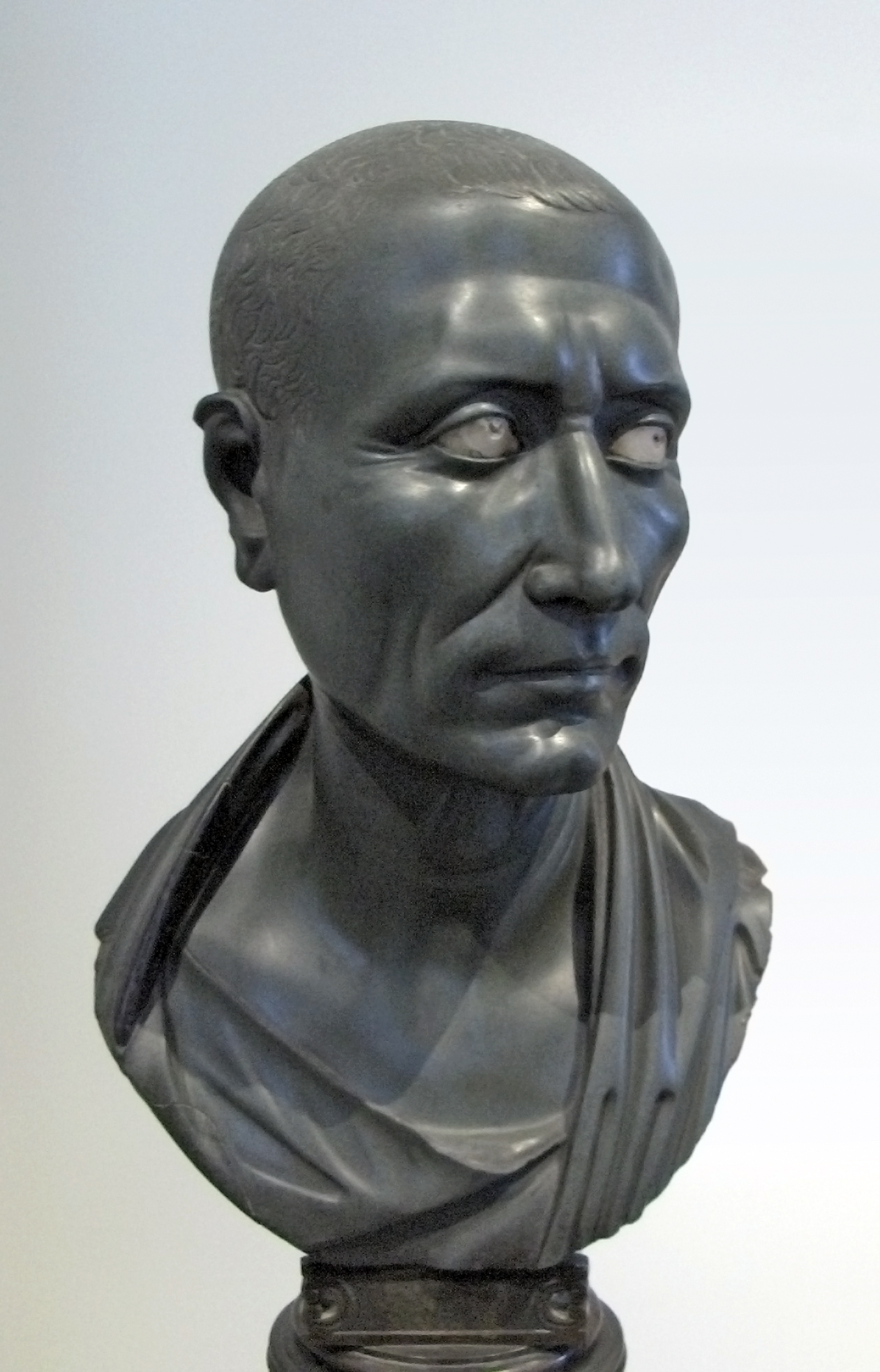
Büste Caesars in der Antikensammlung Berlin („Grüner Caesar“)

Gegen Jahresende spitzte sich der Gegensatz zwischen Caesar und Cato erneut zu. Caesar, der in Gallien gegen germanische Stämme Krieg führte, hatte die feindlichen Anführer, die zu Verhandlungen in sein Lager gekommen waren, verhaften lassen und dann das ungeschützte Lager der Germanen, in dem sich die Krieger mit ihren Familien aufhielten, überfallen. Nach seinen Angaben kamen bei dem Überraschungsangriff 430.000 Männer, Frauen und Kinder ums Leben, während die Römer keine Verluste erlitten. Anschließend ließ er die festgenommenen Unterhändler frei. Als der Senat Caesars Rechenschaftsbericht über diese Vorgänge erhielt, wollte ihm die Mehrheit der Senatoren ein zwanzigtägiges Dankfest für seinen Erfolg bewilligen. Dagegen protestierte Cato. Er beantragte, man solle vielmehr Caesar den von ihm hintergangenen Stämmen ausliefern, damit die Schuld an seinem Verbrechen nicht auf Rom zurückfalle. Catos Haltung in dieser völkerrechtlichen Frage war wohl von der stoischen Philosophie, mit der er sich seit seiner Jugend befasste, beeinflusst. Die stoische Naturrechtslehre akzeptierte keinen prinzipiellen Unterschied zwischen zivilisierten und barbarischen Völkern und billigte allen gleiche Rechte zu. Hinzu kam das traditionelle römische Moralverständnis, in dem das Prinzip der Fides (Treue), der verpflichtenden Bindung an das gegebene Wort, eine wesentliche Rolle spielte. Die Verlässlichkeit war eine der als altrömisch geltenden Tugenden, die Cato hochhielt. Zwar gab es damals kein allgemein als verbindlich anerkanntes Völkerrecht im neuzeitlichen Sinn, doch bestand grundsätzlich Übereinstimmung darüber, dass die Freiheit und Unverletzlichkeit von Gesandten zu respektieren war und eine Hinterlist wie im Fall von Caesars Vorgehen ein Unrecht darstellte. Es gab auch bereits Präzedenzfälle für die Auslieferung römischer Amtsträger an Feinde wegen Verletzung des Gesandtschaftsrechts. Dennoch stimmten nur wenige Senatoren Catos Antrag zu. Die Mehrheit, für die letztlich nur Caesars militärischer Erfolg zählte, bewilligte das Dankfest. Allerdings löste Catos ungewöhnlicher Vorstoß eine öffentliche Debatte aus, und Caesar sah sich zu einer Stellungnahme gezwungen, die im Senat verlesen wurde. Darauf antwortete Cato mit einer großen Rede, in der er ausführte, die wirkliche Gefahr für die Republik gehe nicht von äußeren Feinden, sondern von Caesar aus.
Im Jahr 54 v. Chr. bewog Cato alle Kandidaten, die sich um das Volkstribunat bewarben, zu einer Verpflichtung, jede unlautere Beeinflussung der Wahl – insbesondere den üblichen Stimmenkauf – zu unterlassen. Dafür hinterlegte jeder eine hohe Kaution, und Cato wurde zum Schiedsrichter bestimmt. So gelang es ihm, Manipulationen weitgehend zu verhindern, obwohl er mit seinem Vorstoß außerhalb seiner Amtszuständigkeit als Praetor handelte. Allerdings blieb dieser Erfolg im Kampf gegen die Korruption vereinzelt und hatte nur symbolische Bedeutung. Im Vorfeld der Konsulatswahlen für das folgende Jahr kam es zu skandalösen Machenschaften, in die auch Catos Schwager Domitius verstrickt war. Vergeblich versuchte Cato, eine strenge gerichtliche Untersuchung durchzusetzen. Er konnte zwar einen entsprechenden Senatsbeschluss herbeiführen, scheiterte aber an der Volksversammlung. Bei einer Rede auf dem Forum bekam er den Volkszorn zu spüren, denn die Wähler wollten auf die gewohnten Bestechungsgelder nicht verzichten.
Ab dem Sommer 54 v. Chr. verdichtete sich das Gerücht, Pompeius strebe nach der Dictatur, einem Amt mit außerordentlichen Vollmachten, das nur in besonderen Gefahrensituationen besetzt wurde und gewöhnlich strikt befristet war. Angesichts der bedrohlichen Gewalt und Rechtlosigkeit im öffentlichen Leben konnte eine solche Notmaßnahme als erforderlich erscheinen. Mit dieser Option verband sich aber im Senat und im Volk die Befürchtung, der Feldherr werde seine Machtfülle als Dictator dazu missbrauchen, die römische Republik durch eine Monarchie mit ihm als Alleinherrscher zu ersetzen. Die mutmaßliche Gefahr eines solchen Staatsstreichs erzeugte eine starke republikanische Stimmung. Davon profitierte Cato, der seit langem die Zügelung der übermächtigen Statthalter und Feldherren forderte und davor warnte, dass die anhaltende Anarchie den Nährboden für eine künftige Tyrannenherrschaft bilde. Angesichts der Heftigkeit des republikanischen Widerstands musste sich Pompeius 53 v. Chr. von den Umtrieben seiner Gefolgsleute, die bereits offen für seine Dictatur agitierten, distanzieren. Dafür lobte ihn Cato. Der Senat ließ einen designierten Volkstribunen, der für die Dictatur eingetreten war, ins Gefängnis werfen und drohte den übrigen Beteiligten an diesen Bestrebungen das gleiche Schicksal an. Damit erlitt Pompeius einen Rückschlag, der in der Öffentlichkeit als bedeutender Erfolg Catos wahrgenommen wurde. Die Optimaten feierten Cato als Helden. Für weite Kreise der Stadtbevölkerung verkörperte er das Republikanertum und altrömische Tugend. Auf die Verhältnisse außerhalb der Stadtgrenzen Roms hatte Cato jedoch wenig Einfluss; dort lag die Macht faktisch bei den Truppen Caesars und des Pompeius, deren Loyalität in erster Linie ihren jeweiligen Oberkommandierenden galt.
In den fünfziger Jahren trennte sich Cato einvernehmlich von seiner Frau Marcia. Damit erfüllte er eine Bitte seines Freundes Quintus Hortensius Hortalus, der Marcia heiraten und mit ihr Nachkommen haben wollte. Nach dem Tod des Hortensius kehrte Marcia zu Cato zurück.

### Der Weg in den Bürgerkrieg
Nach gewaltsamen Auseinandersetzungen zwischen rivalisierenden Straßenbanden traten in Rom anarchische Verhältnisse ein. Da der Senat damit aus eigener Kraft nicht fertig wurde, sah er sich gezwungen, die Ernennung des Pompeius zum „Konsul ohne Kollegen“ für das Jahr 52 v. Chr. zu veranlassen. Mit dieser Sondermaßnahme – traditionell mussten zwecks Gewaltenteilung immer zwei Konsuln amtieren – wurden ihm fast diktatorische Befugnisse gewährt. Cato befürwortete diesen Beschluss, den er unter den gegebenen Umständen für das geringste Übel hielt, denn die Hauptanliegen der Republikaner waren die Wiederherstellung der Ordnung und die Abwehr der von Caesar drohenden Gefahr. Dafür bot nur noch ein Bündnis mit dem bewährten Feldherrn Pompeius Aussicht auf Erfolg, da unter seinem Kommando schlagkräftige Truppen standen und die Optimaten über keine eigene Streitmacht verfügten.
Für das Jahr 51 v. Chr. meldete Cato seine Kandidatur für das Konsulat an. Er wollte dieses Amt nutzen, um wirksam gegen Caesar vorzugehen. Da er aber als profilierter Korruptionsbekämpfer die gängigen Wahlkampfpraktiken ablehnte, weigerte er sich, einen Wahlkampf im üblichen Stil zu führen. Dies hatte zur Folge, dass er trotz seines hohen Ansehens in der Stadtbevölkerung unterlag. Für ein Mitglied einer ruhmreichen Familie galt eine solche Niederlage als Schande, doch Cato soll den Ausgang gleichmütig hingenommen haben.

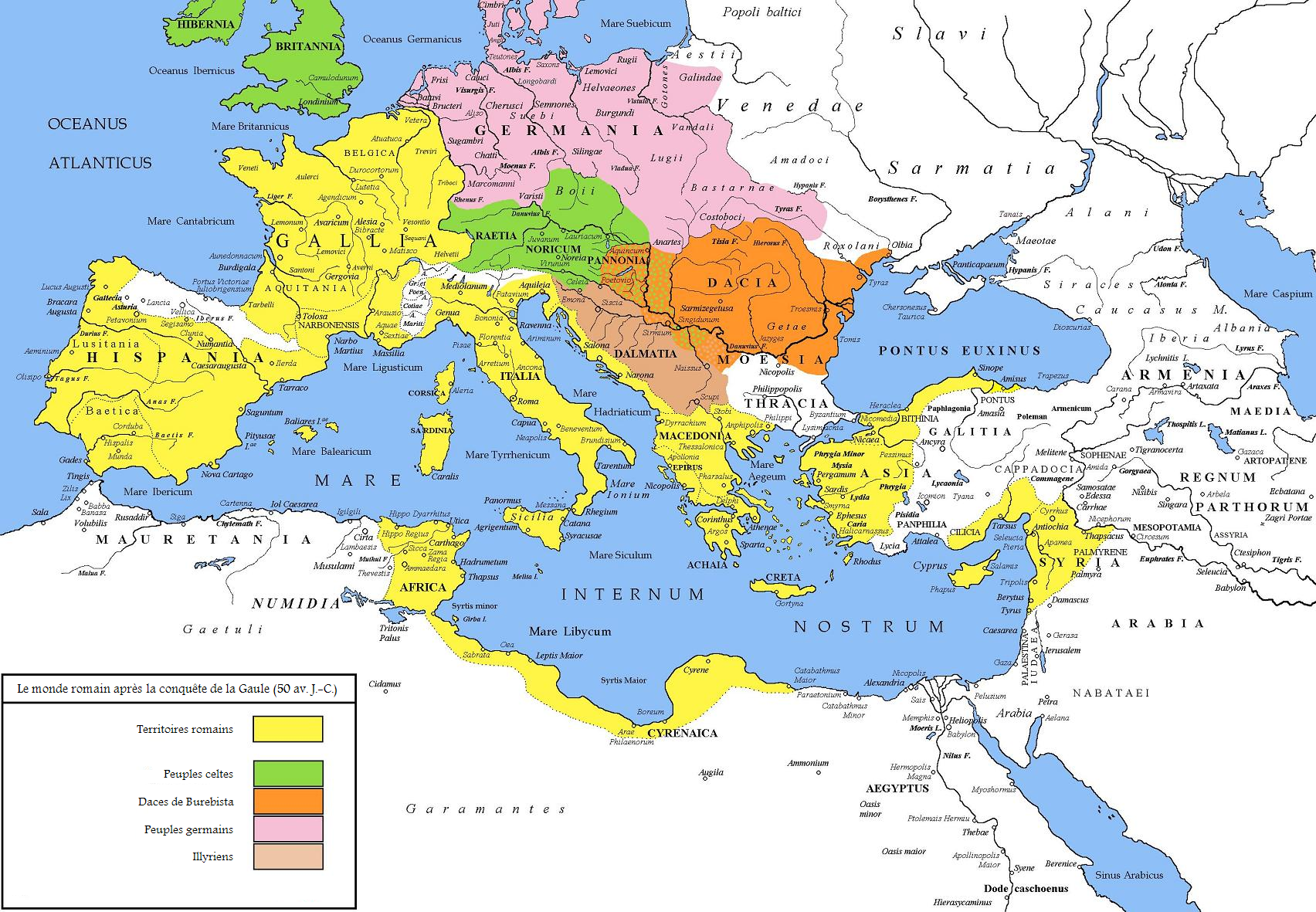
Das Römische Reich im Jahr 50 v. Chr. vor dem Beginn des Bürgerkriegs

Das Triumvirat löste sich auf: Crassus war schon 53 v. Chr. ums Leben gekommen, und zwischen Caesar und Pompeius trat eine wachsende Entfremdung ein. Es zeichnete sich ab, dass sie im Endkampf um die maßgebliche Rolle im Staat die Rivalen sein würden. Den Optimaten gelang es, Pompeius auf ihre Seite zu ziehen. Ihr Anliegen war die ultimative Festlegung eines Termins, an dem Caesars außerordentliche Kommandogewalt in Gallien erlöschen sollte; dann würde der siegreiche Feldherr seine politischen Ziele nur noch als Privatmann ohne den Rückhalt seiner Truppen verfolgen können und wäre einer Strafverfolgung ausgesetzt. Für Caesar, der weiterhin als Prokonsul mit seinem starken Heer in Gallien stand, war die Beschränkung auf den Status eines Privatmanns jedoch unannehmbar. Er forderte ein weiteres Mal die Sondergenehmigung, sich in Abwesenheit um das Konsulat bewerben zu dürfen. Falls man ihm dies bewilligte, war er zum Verzicht auf den größten Teil seiner Kommandogewalt bereit. Bei Ablehnung dieses Kompromissangebots drohte Caesars Einmarsch in Italien und damit der Bürgerkrieg. Daher strebte eine Gruppe von optimatischen Senatoren einen Ausgleich an. Die Verhandlungen darüber scheiterten jedoch am Widerstand der harten Caesargegner um Cato. Für Cato war es eine Grundsatzfrage, in der ein Kompromiss nicht in Betracht kam. Angesichts der unnachgiebigen Haltung des Senats entschied sich Caesar für die militärische Lösung. In der Nacht zum 11. Januar 49 v. Chr. überquerte er mit seinen Legionen den Grenzfluss Rubikon und begann den Bürgerkrieg.

### Einsatz im Kampf zwischen Caesar und Pompeius
Traditionell waren die amtierenden Konsuln Oberbefehlshaber der Streitkräfte der Republik, doch in der Notsituation, die durch Caesars schnellen Vormarsch entstanden war, beantragte Cato entgegen seiner sonstigen Überzeugung, Pompeius die alleinige Entscheidungsgewalt zu übertragen. Dieser Vorschlag fand jedoch im Senat keine Mehrheit. Daher fehlte es den Republikanern an einer einheitlichen Führung, was sich bald sehr nachteilig auswirkte. Eine Verteidigung Roms schien aussichtslos, die Hauptstadt wurde geräumt. Nach einem bedeutenden Anfangserfolg Caesars, der eine Streitmacht unter Catos Schwager Domitius in Corfinium einschloss und zur Kapitulation zwang, verwirklichte Pompeius seinen ursprünglichen strategischen Plan, dem Gegner zunächst das ganze italische Festland zu überlassen. Er zog sich mit seinem Heer in den Osten des Reichs zurück.
Cato hatte die Zuständigkeit für die Verteidigung Siziliens übernommen. Dort begann er mit der Aushebung von Truppen und dem Aufbau einer Flotte, doch nachdem die feindliche Vorhut ungehindert bei Messina gelandet war, gab er die Hoffnung auf, die Insel halten zu können. Ein wichtiger Gesichtspunkt in seinen Überlegungen war die Vermeidung von militärisch unnötigen Verwüstungen. Am 23. April 49 v. Chr. räumte er Sizilien ohne Kampfhandlungen und segelte mit seinen Soldaten nach Korkyra, dem heutigen Korfu. Von dort begab er sich zu Pompeius nach Dyrrhachion im heutigen Albanien, wo der Senat im Exil tagte. Zusammen mit Pompeius plädierte Cato für das strategische Konzept, den Krieg in die Länge zu ziehen. Wie schon auf Sizilien war ihm auch hier die Schonung der Zivilbevölkerung ein wesentliches Anliegen. Auf seinen Vorschlag beschloss der Senat, dass keine unter römischer Herrschaft stehende Stadt geplündert werden solle und außer im Kampf kein römischer Bürger getötet werden dürfe. Da sich Pompeius nicht dazu entschließen konnte, seinem früheren Gegner Cato ein bedeutendes Kommando anzuvertrauen, begab sich dieser nach Rhodos, wo es ihm gelang, eine Flotte aufzustellen.
In den ersten Monaten des Jahres 48 v. Chr. traf Caesars Heer auf dem Seeweg in Epirus ein. Bei Dyrrhachion kam es zu einer ersten Schlacht, an der Cato teilnahm; Caesar wurde geschlagen und musste fliehen, Pompeius nahm die Verfolgung auf. Die Entscheidung fiel am 9. August 48 v. Chr. in der Schlacht von Pharsalos in Thessalien: Caesar errang einen vollständigen Sieg, Pompeius floh nach Ägypten und wurde dort bei seiner Landung ermordet. Cato war an dem Kampf in Thessalien nicht beteiligt. Er war in Dyrrhachion zurückgeblieben, denn Pompeius hatte ihm die Bewachung dieses für die Versorgung wichtigen Stützpunkts anvertraut.

### Rückzug nach Afrika, letzte Bemühungen und Tod
Als die Nachricht von der Niederlage und der Flucht des Oberbefehlshabers in Dyrrhachion eintraf, brach dort Panik aus und Soldaten meuterten. Cato segelte mit dem noch einsatzfähigen Teil seiner Streitmacht nach Korkyra, wo die republikanische Flotte lag. Nun gab ein Teil der Republikaner den Kampf auf. Dafür zeigte Cato Verständnis, doch für ihn selbst kam dies nicht in Betracht. Er fuhr nach Patrai und blieb dort einige Zeit, musste die Stadt aber räumen, als ihm Einschließung durch einen heranziehenden Verband feindlicher Truppen drohte. Da er vom Tod des Pompeius nichts wusste, segelte er nach Nordafrika, denn er vermutete, dass sich der besiegte Feldherr mit seinen restlichen Truppen dorthin gerettet habe. In Kyrene erfuhr er von der Ermordung des Pompeius. Unter diesen Umständen stellte sich die Frage, ob eine Fortsetzung des Bürgerkriegs noch sinnvoll war. Manche Republikaner gaben den Kampf verloren, doch der Großteil des Heeres wollte weiterkämpfen und bekräftigte sein Vertrauen in Cato als Oberbefehlshaber. Das Ziel der Kampfwilligen war nun die Provinz Africa im Westen, deren Hauptstadt Utica im heutigen Tunesien war. Dort stand ein starkes republikanisches Heer, dessen Befehlshaber mit einem einheimischen Herrscher, König Juba I. von Numidien, verbündet waren.

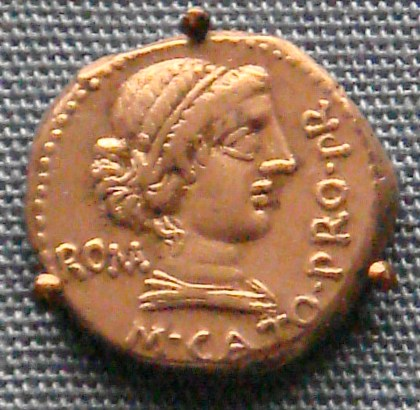
Ein von Cato in Afrika geprägter Denar

Da angesichts der Witterungsverhältnisse eine Überfahrt zur See zu riskant schien, entschied sich Cato für den Landweg durch die libysche Wüste, der allerdings ebenfalls gefahrvoll war. In einem mehrwöchigen mühsamen und entbehrungsreichen Marsch führte er seine Soldaten durch das karge Gelände. Dabei legte er selbst die ganze Strecke zu Fuß zurück und verzichtete auf alle Offiziersprivilegien, um die Moral der Truppe zu stärken. Zu Beginn des Jahres 47 v. Chr. stieß er zu dem republikanischen Hauptheer.
Die Provinz Africa war zwar fest in republikanischer Hand, doch beeinträchtigte ein Streit der Kommandeure die Schlagkraft. Juba nutzte die Zwietracht unter den römischen Offizieren zum Ausbau einer eigenständigen Machtstellung, die ihm als Nichtrömer in einer römischen Provinz nicht zustand. Cato bemühte sich um die Wiederherstellung geordneter Verhältnisse und eine klare Kommandostruktur und versuchte Juba in die Schranken zu weisen. Ein Teil der namhaften Republikaner wünschte sich ihn als alleinigen Oberbefehlshaber. Dieser Vorschlag fand einigen Anklang, doch der mächtige Konsular Metellus Scipio, der Schwiegervater des Pompeius, lehnte ihn ab. Scipio war nur zu einer Teilung des Kommandos bereit. Er war seit langem mit Cato persönlich verfeindet; schon im Streit um die Verlobung mit Lepida war er sein Rivale gewesen, später hatte er sich als sein politischer Gegner hervorgetan und eine Schmähschrift gegen ihn verfasst. Diesmal vermied Cato einen Konflikt; er entschied sich, Scipio den ausschließlichen Oberbefehl zu überlassen. Zur Begründung dieser folgenschweren, später oft kritisierten Entscheidung gab er an, dass Scipio als Konsular der ranghöchste unter den anwesenden Republikanern sei. Ob sich Cato tatsächlich von diesem formalen Gesichtspunkt leiten ließ, ist in der Forschung umstritten. Möglicherweise gaben andere Überlegungen den Ausschlag: Die Idee eines gemeinsamen Oberkommandos zweier alter Feinde war problematisch, außerdem war Cato – wie schon zu Beginn des Bürgerkriegs – von der Notwendigkeit einer zentralen Leitung der Kriegführung überzeugt. Somit hätte er sich in einem Machtkampf gegen Scipio durchsetzen müssen. Offener Streit im republikanischen Lager konnte aber eskalieren, und dies war angesichts der schwierigen militärischen Lage riskant.
Juba forderte, die Befestigungsanlagen Uticas zu zerstören und die kriegstüchtigen Einwohner der Provinzhauptstadt zu töten, da er sie einer caesarfreundlichen Gesinnung verdächtigte. Scipio neigte dazu, diesen Vorschlag zu akzeptieren, doch Cato verhinderte das Gemetzel durch sein energisches Eingreifen und übernahm die Verantwortung für die Bewachung der Stadt. Er ließ die Verteidigungsanlagen verstärken und Vorräte anlegen und bemühte sich um ein Vertrauensverhältnis zur Zivilbevölkerung.
Als Caesar überraschend mit einer Invasionsflotte in Afrika landete, plädierte Cato in Anbetracht der Versorgungsschwierigkeiten des Gegners für ein Hinauszögern der militärischen Entscheidung. Dies trug ihm von Scipio den Vorwurf der Feigheit ein. Darauf erklärte sich Cato bereit, die Truppen, die er mitgebracht hatte, nach Italien zu führen, um einen neuen Kriegsschauplatz zu eröffnen. Dabei hoffte er auf die dort weiterhin verbreitete Sympathie für die republikanische Staatsordnung. Sein Vorschlag stieß jedoch bei Scipio auf Ablehnung. Als sich die Meinungsverschiedenheiten der beiden Truppenführer verschärften, verschlechterte sich ihr Verhältnis dramatisch. Cato sprach Scipio die Qualifikation zum Oberbefehlshaber ab. In der Schlacht bei Thapsus wurde Scipio von Caesar entscheidend geschlagen. Als seine Flucht nach Spanien misslang, nahm er sich das Leben.
Erst am dritten Tag nach der vernichtenden Niederlage der Republikaner traf die Nachricht vom Ausgang der Schlacht in Utica ein und löste dort Panik aus. Am folgenden Tag berief Cato eine Versammlung ein, die aus den in der Stadt anwesenden Senatoren und deren Söhnen sowie einem Rat von dreihundert in Afrika tätigen römischen Geschäftsleuten bestand. Er bekundete seine Bereitschaft, die Führung zu übernehmen, falls die Versammlung sich – wie von ihm gewünscht – für die Fortsetzung des Kampfes entscheiden sollte. Für den Fall, dass das Gremium die Kapitulation vorzog, äußerte er Verständnis. Unter dem Eindruck seiner Rede beschloss der Rat, Caesar weiterhin militärisch Widerstand zu leisten. Die Vorräte waren für eine jahrelange Belagerung ausreichend. Allerdings schien es angesichts des sehr ungünstigen Kräfteverhältnisses notwendig, die Sklaven freizulassen und zu bewaffnen. Dieser Vorschlag eines Versammlungsteilnehmers fand zunächst breite Zustimmung, doch Cato lehnte eine solche Zwangsmaßnahme als unzulässigen Eingriff ins Eigentumsrecht ab. Er überließ den Sklavenbesitzern die Entscheidung, ob sie ihre Sklaven freiwillig in Freiheit setzen wollten. Darauf stellte sich heraus, dass zwar die republikanischen Senatoren angesichts ihrer verzweifelten Lage zu diesem drastischen Schritt bereit waren, nicht aber die Geschäftsleute, die durchaus Aussicht hatten, sich mit Caesar zu verständigen und ihre Sklaven zu behalten, aus denen ihr Vermögen großenteils bestand. In Anbetracht der offenkundigen Übermacht des Gegners und der Perspektive einer opferreichen Belagerung schlug die Stimmung um. Die römischen Geschäftsleute wollten nicht in einem aussichtslosen Kampf zugrunde gehen und die punische Stadtbevölkerung war unzuverlässig. In der Führungsschicht Uticas hoffte man nun auf eine Einigung mit Caesar, und es wurde erwogen, ihn durch Festnahme und Auslieferung der republikanischen Senatoren gnädig zu stimmen. Cato konnte dies zwar verhindern und den Senatoren die Flucht aus der Stadt ermöglichen, war aber nicht mehr imstande, weiteren Widerstand zu organisieren. Da er es grundsätzlich ablehnte, sich von Caesars Gnade abhängig zu machen, tötete er sich vor dem Einmarsch der feindlichen Truppen mit seinem Schwert. Nach einem misslungenen Schwertstoß fiel er schwer verletzt in Ohnmacht, worauf man ihn medizinisch versorgte, doch als er wieder zu Bewusstsein kam, riss er die Wunde auf und starb. Die Stadt Utica richtete ihm ein feierliches Begräbnis aus.
Nach seinem Tod wurde Cato nach dem Ort seines letzten Kampfes Uticensis (Cato von Utica) benannt. Er hinterließ seinen gleichnamigen Sohn und seine Tochter Porcia. Beide waren schon erwachsen. Porcia heiratete Marcus Iunius Brutus, einen der führenden Köpfe der Verschwörergruppe, die im Jahr 44 v. Chr. Caesar ermordete. Catos Sohn fiel 42 v. Chr. in der Schlacht bei Philippi, in der er auf der republikanischen Seite kämpfte.